# Microrregión de Imperatriz
La microrregión de Imperatriz es una de las  microrregiones del estado brasileño del Maranhão perteneciente a la mesorregión  Oeste Maranhense. Su población según el censo de 2010 es de 566.866 habitantes y está dividida en dieciséis municipios. Su población está formada por una mayoría de negros y mulatos 52.8,blancos 27.4, caboclos(mestizos de indios y blancos)18.5,indígenas 1.2 y asiáticos 0.1,habitaban la región en 2010 6.891 indígenas.  Posee un área total de 29.483,768 km².

## Municipios
- Açailândia
- Amarante do Maranhão
- Buritirana
- Cidelândia
- Davinópolis
- Governador Edison Lobão
- Imperatriz
- Itinga do Maranhão
- João Lisboa
- Lajeado Novo
- Montes Altos
- Ribamar Fiquene
- São Francisco do Brejão
- São Pedro da Água Branca
- Senador La Rocque
- Vila Nova dos Martírios

- Datos: Q2233288